# 加拿大航空621號班機空難
加拿大航空621號班機空難是加拿大航空一班的來回蒙特利尔皮埃尔·埃利奥特·特鲁多国际机场至洛杉磯國際機場定期航班，1970年7月5日，一架道格拉斯DC-8客機墜毀於布蘭普頓附近，造成109名乘客死亡。

## 原因
加拿大航空621號班機空難在多倫多國際機場降落時，擾流板過早地打開造成飛機失速墜毀。